# 畑永法
畑永法（はたえいほう）とは、江戸時代に畑の年貢を永（貨幣）によって納めた方法。永法（えいほう）とも呼ばれる。関東地方で採用されたものに関して特に関東畑永法（かんとうはたえいほう）と呼ばれている。

## 概要
戦国時代の関東地方では貫高制のうち「永」すなわち永楽銭で貫高を表示する永高制が広く採用されていた。小田原征伐後に北条氏に代わって関東地方を支配した徳川氏は豊臣政権の方針通り、石高制による検地を行い、米が取れない畑作地域でも米による年貢納付を強制した。だが、米が生産されない畑の生産力を石高制で把握することの困難さや米を購入して納税しなければならない農民の負担の重さから、慶長・元和年間に入ると、高を銭額で表して定額の貨幣による年貢納付が認められるようになった。これが畑永法である。
畑永法には大きく分けると、段取法（反取法）と厘取法の2種類が存在した。段取法は畑の面積を賦課の基準として租率は定めずに畑1段あたりの年貢高を定め、それに実際の畑の面積を掛けることで算定する（「畑一段に対して永百文取」など）方法で、厘取法は検地によって決定された畑の石高を賦課の基準として石高に租率を掛けて算定する方法（「永一貫に対して五石替」など）であった。特に関東地方の天領を支配していた代官の伊奈氏は年貢の増徴に便利な段取法を採用したことから、寛永年間以後、関東地方の畑地では段取法に基づく関東畑永法へと次第に切り替えられ、寛文・延宝年間には関東地方の天領の大部分で関東畑永法が採用され、それ以外の天領でも段取法を採用する地域が登場した。